# Подгорский, Игорь Владимирович
Игорь Владимирович Подгорский (4 сентября 1922 — 26 декабря 1975) — советский художник-мультипликатор, педагог, художник-постановщик и режиссёр мультипликационных фильмов.

## Биография
Из послевоенного поколения художников-мультипликаторов. Пришёл на «Союзмультфильм» в 1948 году, после годичных курсов, созданных при студии. Проработал до своей смерти в 1975.

Был членом художественного совета «Союзмультфильма», преподавал во ВГИКе.

Режиссёр мультфильма «Калейдоскоп-70. Просмотрел» (1970). Пробовал себя в сатирическом киножурнале «Фитиль». Автор мультипликационного сюжета «Не по пути» (1972).

## Фильмография

### Режиссёр
- 1951 — Друзья товарищи — ассистент режиссёра
- 1970 — Калейдоскоп-70. «Просмотрел»
- 1972 — Мы так не играем[1]
- 1972 — Не по пути («Фитиль» № 125)

### Художник-постановщик
- 1963 — Вот так тигр!

### Художник-мультипликатор
1. 1949 — Сказка старого дуба
2. 1949 — Часовые полей
3. 1950 — Дудочка и кувшинчик
4. 1950 — Когда зажигаются ёлки
5. 1950 — Лиса-строитель
6. 1950 — Олень и волк
7. 1950 — Чудо-мельница
8. 1951 — Таёжная сказка
9. 1954 — В лесной чаще
10. 1954 — На лесной эстраде
11. 1954 — Опасная шалость
12. 1954 — Оранжевое горлышко
13. 1954 — Соломенный бычок
14. 1954 — Танюша, Тявка, Топ и Нюша
15. 1955 — Заколдованный мальчик
16. 1955 — Ореховый прутик
17. 1955 — Остров ошибок
18. 1955 — Пёс и кот
19. 1955 — Стёпа-моряк
20. 1955 — Это что за птица?
21. 1956 — Аист
22. 1956 — Гадкий утёнок
23. 1956 — Маленький Шего
24. 1956 — Миллион в мешке
25. 1956 — Палка выручалка
26. 1956 — Шакалёнок и верблюд
27. 1957 — Волк и семеро козлят
28. 1957 — Исполнение желаний
29. 1957 — Опять двойка
30. 1957 — Снежная королева
31. 1958 — Грибок-теремок
32. 1958 — Золотые колосья
33. 1958 — Лиса и волк
34. 1958 — Мальчик из Неаполя
35. 1958 — Первая скрипка
36. 1958 — Сказ о Чапаеве
37. 1958 — Тайна далёкого острова
38. 1959 — Приключения Буратино
39. 1959 — Новогоднее путешествие
40. 1960 — Винтик и Шпунтик — весёлые мастера
41. 1960 — Мук (Мультипликационный Крокодил) № 1
42. 1960 — Мук (Мультипликационный Крокодил) № 3
43. 1960 — Мурзилка и великан
44. 1960 — Светлячок № 1 (веселые картинки)
45. 1960 — Тринадцатый рейс
46. 1960 — Человечка нарисовал я
47. 1961 — Большие неприятности
48. 1961 — Ключ
49. 1961 — Козлёнок
50. 1961 — Мук (Мультипликационный Крокодил) № 4
51. 1961 — Мук (Мультипликационный Крокодил) № 5
52. 1961 — Мук (Мультипликационный Крокодил) № 6
53. 1961 — Муравьишка-хвастунишка
54. 1961 — Стрекоза и муравей (1961)
55. 1961 — Фунтик и огурцы
56. 1962 — Зелёный змий
57. 1962 — Светлячок № 2
58. 1962 — Случай с художником
59. 1962 — Только не сейчас
60. 1963 — Беги, ручеёк!
61. 1963 — Три толстяка
62. 1963 — Следопыт
63. 1964 — Дело №
64. 1964 — Храбрый портняжка
65. 1965 — Каникулы Бонифация
66. 1965 — Наргис
67. 1965 — Портрет
68. 1965 — Лягушка-путешественница
69. 1966 — Главный Звёздный
70. 1966 — Потерялась внучка
71. 1966 — Про злую мачеху
72. 1966 — Рай в шалаше
73. 1967 — Машинка времени
74. 1967 — Паровозик из Ромашкова
75. 1967 — Сказка о золотом петушке
76. 1968 — Калейдоскоп-68. Велосипедист
77. 1968 — Фильм, фильм, фильм
78. 1968 — Самый большой друг
79. 1969 — Украденный месяц
80. 1969 — Бременские музыканты
81. 1969 — В стране невыученных уроков
82. 1969 — Капризная принцесса
83. 1969 — Странная птица
84. 1969 — Фальшивая нота
85. 1970 — Кентервильское привидение
86. 1970 — Обезьяна с острова Саругасима
87. 1971 — Без этого нельзя
88. 1971 — Винни-Пух идёт в гости
89. 1971 — Огонь
90. 1971 — Три банана
91. 1971 — Чужие следы
92. 1972 — Выше голову!
93. 1972 — Куда летишь, Витар?
94. 1972 — Утёнок, который не умел играть в футбол
95. 1973 — Здоровье начинается дома
96. 1973 — Новеллы о космосе
97. 1973 — Новые большие неприятности
98. 1973 — Щелкунчик
99. 1974 — Заяц Коська и родничок
100. 1974 — Пони бегает по кругу
101. 1974 — С бору по сосенке
102. 1991 — Приключения волшебного глобуса, или Проделки ведьмы

### Ассистент режиссёра
- 1952 — Друзья-товарищи
- 1953 — Волшебная птица